# Heavyliftskib
Heavyliftskibe er konstrueret til at transportere store tunge genstande til søs.
Skibene er karakteriseret ved at have store lastrum og store vejrdæk uden dækshuse eller lignende, der ville kunne genere en last.
Et heavyliftskib eller sværgodsskib lastes ved at:
- Løfte gods om bord – LO/LO (Lift on / lift off)
- Køre gods om bord – RO/RO (Roll on / roll off)
- Sejle gods om bord – SO/SO (Sail on / sail off)

Gods der transporteres med Heavyliftskibe kommer typisk fra olie- og gasindustrien, offshoreindustrien og den kemiske industri.
Gods kan fx være:
- Kemisk reaktor
- Boreplatform
- Gasturbine
- Lokomotiv